# Knez Mihailova
Ulica Knez Mihailova ou rue du Prince Michel (en serbe cyrillique Улица Кнез Михаилова, est la principale rue piétonne de la ville de Belgrade, la capitale de la Serbie. Elle est située dans la municipalité de Stari grad. En raison de l'ancienneté et de la valeur de son patrimoine architectural, notamment des constructions datant des années 1870, la rue est inscrite sur la liste des entités spatiales historico-culturelles d'importance exceptionnelle de la République de Serbie.

## Histoire

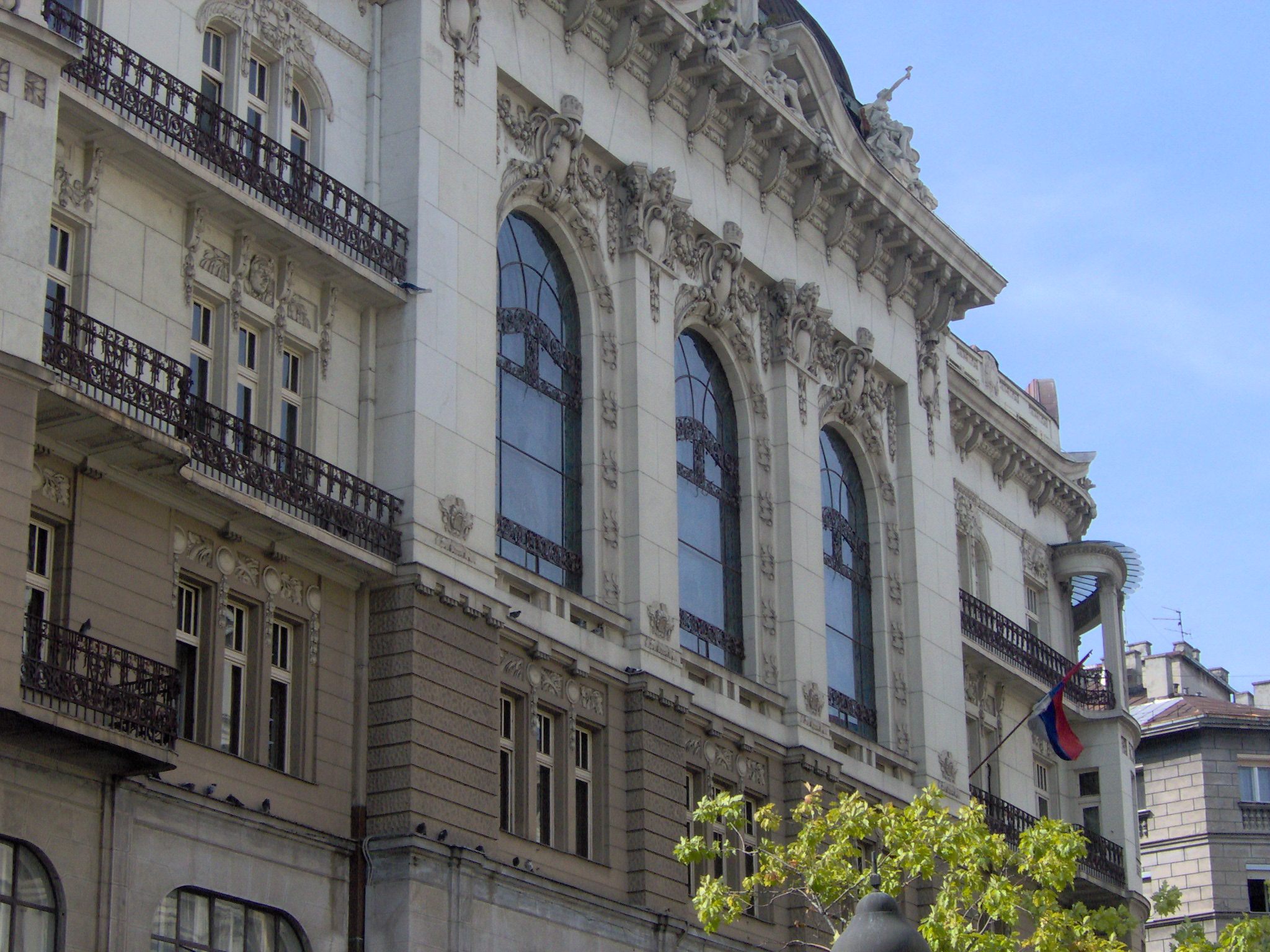
L'Académie serbe des sciences et des arts, détail de la façade

La rue du Prince Michel est située à l'emplacement de l'ancien centre de la ville romaine de Singidunum. À l'époque de l'Empire ottoman, ce secteur était constitué de rues tortueuses, avec des jardins, des fontaines et des mosquées. Au milieu du XIXe siècle, dans la partie supérieure de la rue actuelle, se trouvaient les jardins du prince Alexandre Karađorđević. Après le départ définitif des Turcs en 1867, un plan d'urbanisme fut imposé à la ville, conçu par Emilijan Josimović. La rue fut entièrement reconstruite et elle prit l'aspect qu'on lui voit aujourd'hui. Des maisons y furent édifiées et de nombreuses familles riches et influentes vivant à Belgrade vinrent s'y installer. En 1870, les autorités municipales donnèrent à la rue son nom officiel de Ulica Kneza Mihaila, en l'honneur du prince Michel III Obrenović.

### Architecture
L'hôtel Sprska kruna, situé 56 rue Knez Mihailova, a été construit en 1869 dans un style romantique et fut, à cette époque, l'hôtel le plus moderne de Belgrade. Entre 1945 et 1970, le bâtiment a hébergé la Bibliothèque nationale de Serbie. Il abrite aujourd'hui la Bibliothèque municipale de Belgrade. Le bâtiment figure aujourd'hui sur la liste des monuments culturels protégés de la République de Serbie et sur la liste des biens culturels protégés de la Ville de Belgrade.

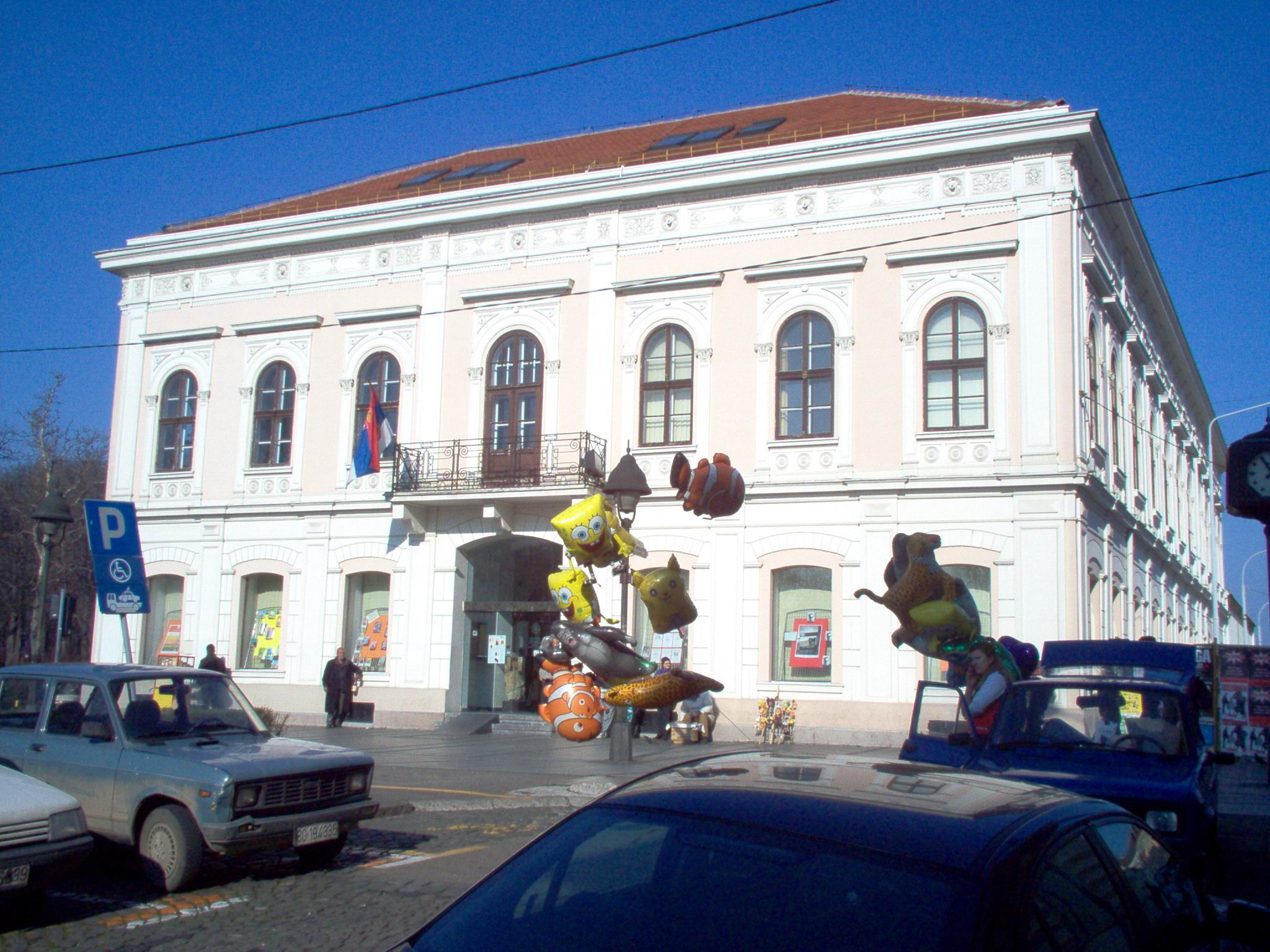
La Bibliothèque municipale de Belgrade, ex-hôtel Sprska kruna

La maison située aux 53-55 rue Knez Mihailova, a été construite en 1889 pour l'avocat Marko Stojanović. Le bâtiment est caractéristique du style néorenaissance. L'Académie des beaux-arts s'y installa en 1937. Aujourd'hui, l'édifice héberge la Galerie de l'Académie.

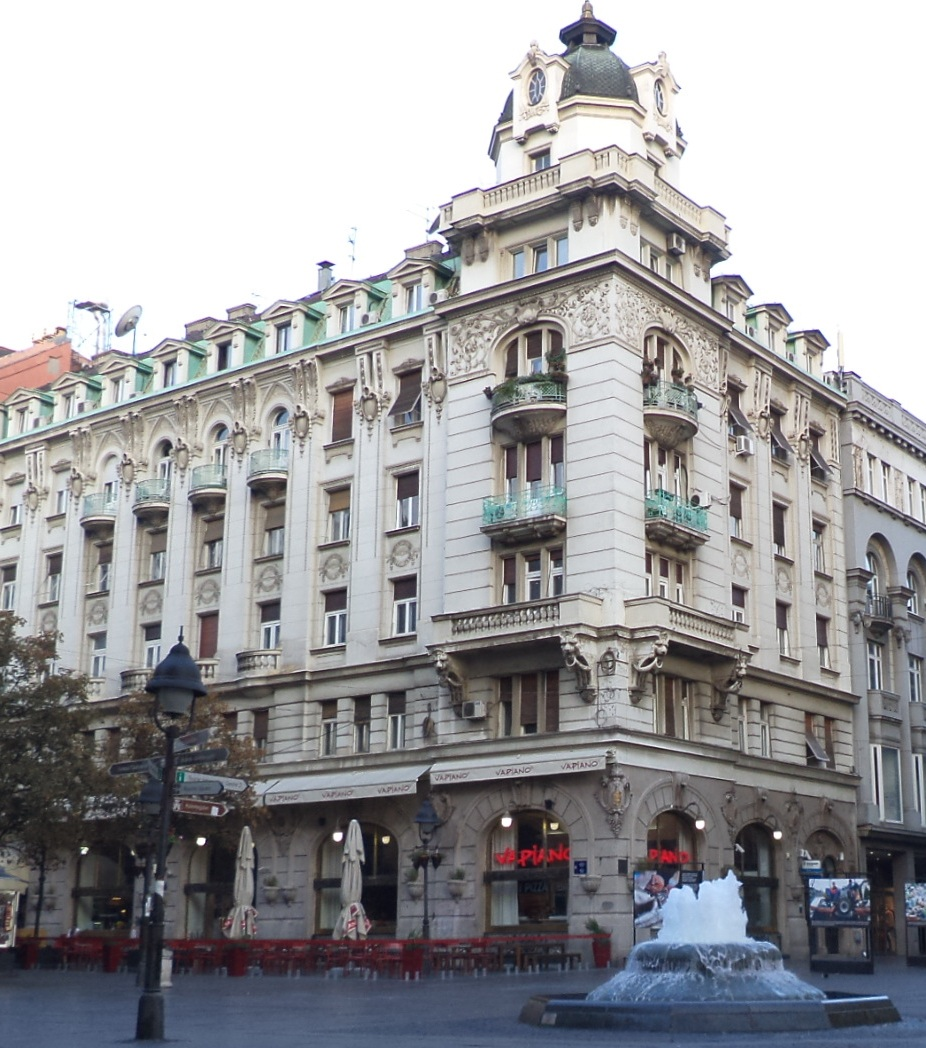
La kafana Ruski car

L'ensemble de maisons bourgeoises, 46, 48 et 50 rue Knez Mihailova, construit dans les années 1870, représente une rupture vis-à-vis de l'architecture balkanique traditionnelle. Ces trois édifices ont été conçus pour former une unité architecturale. L'ensemble est caractéristique d'une transition entre le style romantique et le style néorenaissance et, en raison de son importance architecturale, cet ensemble figure sur la liste des monuments culturels protégés de la République de Serbie et sur la liste des biens culturels protégés de la Ville de Belgrade.
- la maison de Hristina Kumandudi, no 50 ; elle a été construite en 1870 à l'angle des rues Kneza Mihaila et Dubrovačka. Pendant une période, elle a abrité la Banque franco-serbe, puis les consulats de Belgique et du Royaume-Uni.
- Kristina mehana, no 48 ; le bâtiment a été construit en 1869 ; les frères Krstić y avaient ouvert un hôtel ; l'Assemblée de la Ville de Belgrade s'y réunit pendant un temps.
- la maison de Veljko Savić, no 46, a été construite en 1869 comme immeuble résidentiel ; il abritait également quelques boutiques. Depuis sa construction, l'édifice a subi plusieurs transformations.

Le bâtiment de l'Académie serbe des sciences et des arts, au no 35, a été construit en 1923-1924, sur des plans conçus en 1912 par Dragutin Đorđević et Andra Stevanović. Son architecture mêle le vocabulaire de l'académisme et celui de la Sécession ; le bâtiment est aujourd'hui inscrit sur la liste des monuments culturels protégés de la République de Serbie et sur la liste des biens culturels protégés de la Ville de Belgrade. L'immeuble abrite la Bibliothèque de l'Académie, l'une des plus riches de Belgrade, les Archives de l'Académie, qui conserve de nombreux documents sur l'histoire de la Serbe, ainsi que la Galerie de l'Académie, située au rez-de-chaussée. Cette galerie possède également une salle de conférence, une librairie et un magasin d'antiquités.

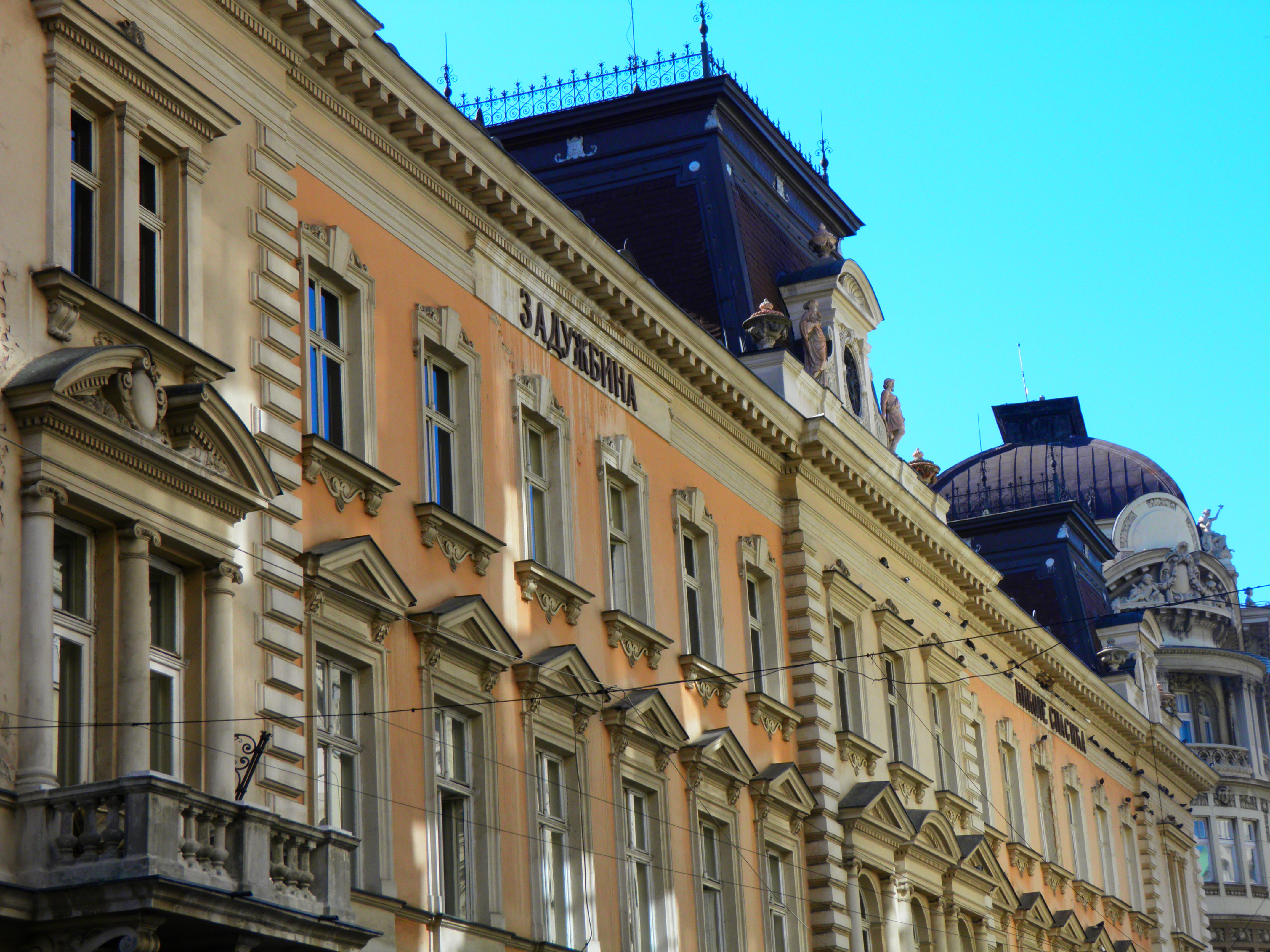
La Fondation Nikola Spasić

La Fondation Nikola Spasić, au no 33, a été construite en 1889 sur des plans conçus par l'architecte Konstantin Jovanović. Caractéristique du style Renaissance, l'immeuble a servi de demeure privée au riche marchand Nikola Spasić ; il est également classé,.
Le Passage Nikola Spasić, 19 rue Knez Mihailova, a été construit en 1912 dans le style Sécession.
Le café Grčka kraljica, au no 51, a été construit en 1935 dans le style académique.
Le café et restaurant Tsar russe, situé au no 51, a été construit entre 1922 et 1926, lui aussi dans le style académique, avec des éléments maniéristes et Art nouveau ; cet édifice, dû aux architectes Petar Popović, Dragiša Brašovan et Milan Sekulić, figure sur la liste des monuments culturels protégés de la République de Serbie et sur la liste des biens culturels protégés de la Ville de Belgrade.
L'Hôtel Rusija, au no 38, construit en 1870, a été augmenté d'une annexe en 1920. Il abrite aujourd'hui les bureaux de la société Rudnap.

## Aujourd'hui

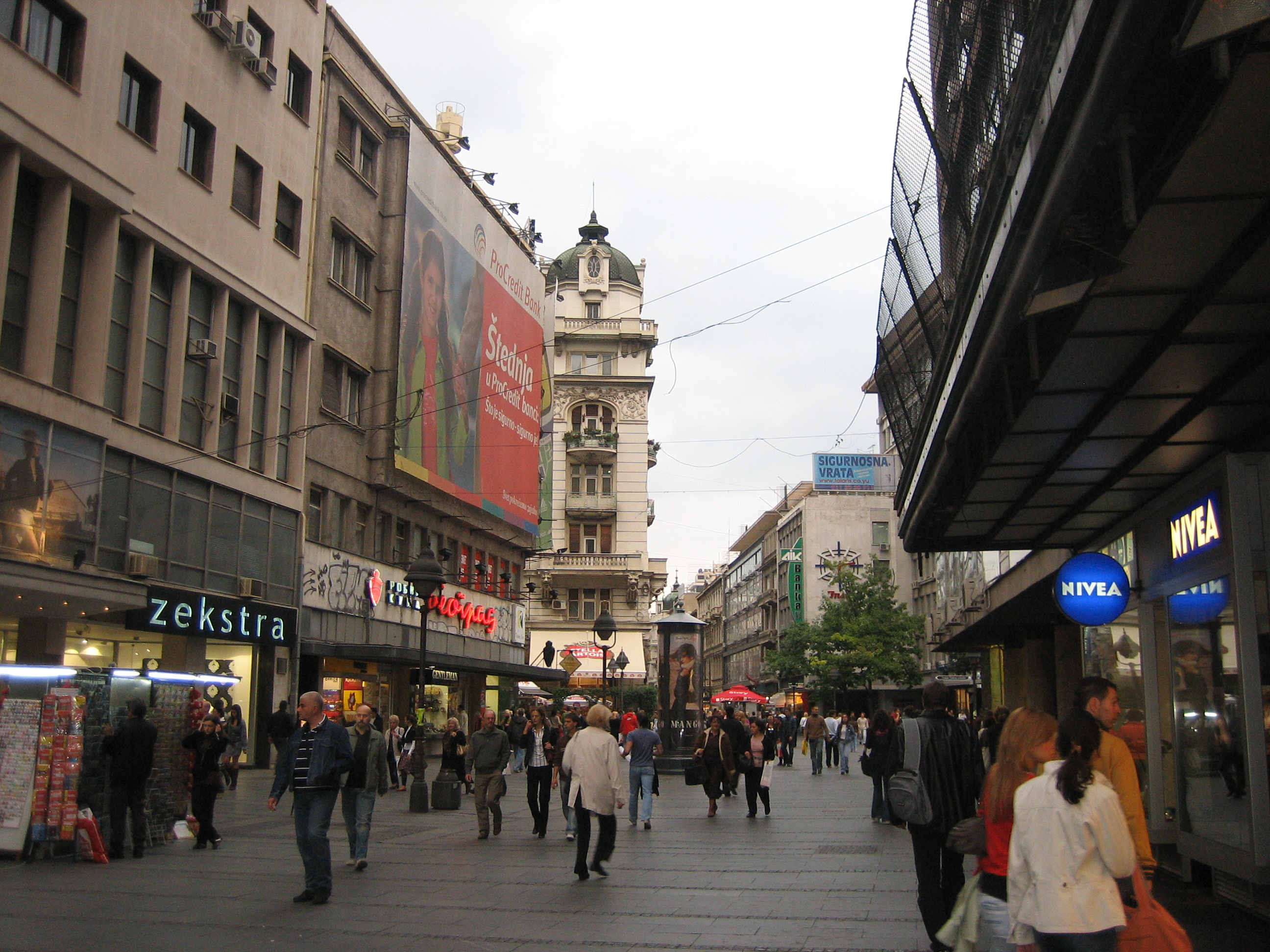
La zone commerciale de la Knez Mihajlova

La rue du Prince Michel est considérée comme l'une des plus belles rues piétonnes de l'Europe de l'Est. C'est un lieu de promenade et de rendez-vous pour les Belgradois. C'est aussi le plus court chemin pour se rendre de Terazije à la forteresse et au parc de Kalemegdan.
Dans la rue, sont situés l'Académie serbe des sciences et des arts (SANU), l'Institut Cervantes, le Goethe-Institut, l'Institut français de Serbie, le British Council.
Knez Mihajlova est également une rue commerçante. On y trouve des enseignes internationales comme Mango, Zara et Zara men, Springfield, Nike, Replay, Azzaro, Cortefiel, Morgan de Toi, Office Shoes, Swarovski, Cesare Paciotti, Tally Weijl ou encore Miss Sixty.
La rue abrite également les bureaux des compagnies aériennes Emirates Airline, Qantas, British Airways et Air France.